# Будьте как дети
«Бу́дьте как де́ти» — роман русского писателя Владимира Александровича Шарова, написанный в 2001—2007 годах. Был впервые опубликован в журнале «Знамя» в 2008 году (№ 1—2), отдельным изданием — в издательстве «Вагриус» в том же году.
Роман был удостоен ряда литературных премий, а также вошёл в короткие списки премий «Русский Букер» и «Большая книга».

## Содержание
В последние годы жизни Владимир Ленин решает организовать крестовый поход детей в Святую землю: «Пусть десятки тысяч из них убьют, а другие десятки тысяч продадут в рабство, даже если один-единственный дойдет и обратится к Господу, он всех отмолит, всех спасет».

## Критика
Литературный критик Виктор Топоров считает, что роман Шарова, который «смотрит на вещи сложно. Я бы даже сказал, избыточно сложно», посвящён «опасностям упрощения»: по его мнению, многочисленные герои романа идут в свои крестовые походы, «потому что нет ничего прелестнее (в религиозном смысле), чем простые ответы!»

## Признание
- 2008 — премия журнала «Знамя» за роман «Будьте как дети».
- 2008 — премия «Книга года» в номинации «Проза года» за роман «Будьте как дети».
- 2008 — короткий список премии «Русский Букер» за роман «Будьте как дети».
- 2008 — короткий список премии «Большая книга» за роман «Будьте как дети».

## Публикации

### На русском языке
- Шаров В. А. Будьте как дети // Знамя. — 2008. — № 1—2.
- Шаров В. А. Будьте как дети. — Москва: Вагриус, 2008. — 398 с. — ISBN 978-5-9697-0640-8.
- Шаров В. А. Будьте как дети. — Москва: АСТ: Редакция Елены Шубиной, 2016. — 446 с. — 2000 экз. — ISBN 978-5-17-100225-1.

### Переводы
- Шаров В. Бъдете като децата (болг.) = Будьте как дети (журнальный вариант) // Факел  / переведе от руски Здравка Петрова. — 2008. — Бр. 1. — С. 7—134. — ISSN 1312-0239.
- 沙罗夫•弗拉基米尔. 像孩子一样 = Будьте как дети (кит.) / 赵桂莲译 = переведено Чжао Гуйлианом. — Peking: Peking university press, 2015. — 313 с. — ISBN 978-7-301-26389-1.
- Charov V. Soyez Comme les Enfants = Будьте как дети (фр.) / traduit du russe par Paul Lequesne. — Paris: Louison, 2016. — 489 p. — ISBN 979-10-95454-08-3.
- Шаров В. Бъдете като децата = Будьте как дети (болг.) / переведе от руски Здравка Петрова. — София: Факел експрес, 2019. — 468 с. — ISBN 978-619-7279-23-8.